# Michael Nees
Michael Nees est un footballeur puis entraîneur allemand, né le 23 juillet 1967 à Karlsruhe. Après avoir joué au niveau amateur, il devient entraîneur et dirige notamment les sélections des Seychelles, de 2003 à 2004, et du Rwanda, de 2006 à 2007. Il est actuellement le sélectionneur du Zimbabwe.

## Biographie
Michael Nees évolue dans les rangs de plusieurs clubs amateurs, notamment le SG Oftersheim et le ASV Durlach 02. Parallèlement, il poursuit des études de médecine sportive et d'ethnologie à l'université d'Heidelberg et entraîne des équipes de jeunes. À la fin des études, il rejoint l'Afrique du Sud pour développer le football dans les townships du Cap puis devient consultant auprès de la Fédération japonaise de football pendant trois ans. Revenu en Allemagne, il devient enseignant à l'université du sport à Cologne en 2001 et travaille sur différents projets de développement mis en œuvre par la Fédération allemande de football en Afrique.
En février 2003, il remplace le Français Dominique Bathenay comme sélectionneur des Seychelles,. Sous ses ordres, la sélection remporte la plus grande victoire de son histoire en s'imposant face au Zimbabwe, sur le score de trois buts à un dans le cadre des éliminatoires de la Coupe d'Afrique 2004. Les progrès réalisés par la sélection lui font alors espérerune qualification pour la phase finale de la Coupe d'Afrique suivante. La lourde défaite face à la Zambie, à domicile, sur le score de quatre buts à zéro, liée à l'absence de nombreux joueurs cadres, met fin aux espoirs seychellois. Michael Nees quitte alors ses fonctions de sélectionneur.
Pendant la Coupe du monde 2006, il est engagé par la Fédération anglaise pour faire le lien avec les organisateurs. En juillet de la même année, il devient sélectionneur du Rwanda. La sélection termine troisième de la Coupe CECAFA 2006 mais ne parvient pas à se qualifier pour Coupe d'Afrique des nations 2008. Il est alors remplacé par le Croate Josip Kuze en février 2007.
Directeur de la formation des entraîneurs au sein de la Fédération d'Afrique du Sud de football de 2008 à 2012, il redevient en 2010 sélectionneur des Seychelles pour une rencontre de qualification du Championnat d'Afrique des nations disputé face au Zimbabwe. Il devient en 2013 directeur sportif de la Fédération d'Israël de football et sélectionneur de la sélection espoirs.